# Svartkronad skrikuv
Svartkronad skrikuv (Megascops atricapilla) är en fågel i familjen ugglor inom ordningen ugglefåglar.

## Utseende
Svartkronad skrikuv är en medelstor skrikuv med svartinramad ansiktsskiva, mörk hjässa och små men ändå tydliga örontofsar. Tre färgformer förekommer, en brun med mörka ögon samt en roströd och en grå med gula ögon. Arten är mycket lik långtofsad skrikuv men är större.

## Utbredning och systematik
Fågeln förekommer från sydöstra Brasilien (södra Bahia) till sydöstra Paraguay och nordöstra Argentina (Misiones). Den behandlas som monotypisk, det vill säga att den inte delas in i några underarter.

## Levnadssätt
Svartkronad skrikuv hittas i låglänta fuktiga skogar och skogsbryn. Den föredrar områden med tät undervegetation.

## Status och hot
Arten har ett stort utbredningsområde, men tros minska i antal, dock inte tillräckligt kraftigt för att den ska betraktas som hotad. Internationella naturvårdsunionen IUCN listar arten som livskraftig (LC).